# Bahía de Fortuna
La bahía de Fortune (en inglés: Fortune Bay y en francés: Baie Fortune) es una bahía canadiense localizada en el golfo de San Lorenzo en la costa sur de la isla de Terranova. La bahía está rodeada por Point Crewe en la península de Burin y Pass a la entrada a la bahía de Hermitage al noroeste a una distancia de 56 km. El área se extiende en dirección nordeste a 105 km de Terrenceville.
Dentro de Fortuna se encuentran varias bahías interiores y cuevas aparte de islotes siendo Brunette la más grande.